# Тейлор Кінні
Тейлор Кінні (англ. Taylor Kinney; 15 липня 1981) — американський актор і модель.

## Життєпис
Тейлор Кінні народився у Ланкастер (Пенсільванія). Має ірландське коріння. Кінні і його троє братів Адам, Раян і Трент, виховувались у Неффсвілі, Пенсільванія, своєю матір'ю-одиначкою, Памелою (Гейслер) Кінні. Вона працювала зубним гігієністом. У 2000 році закінчив Lancaster Mennonite School. Навчався у West Virginia University в Моргантауні, Західна Вірджинія.
Дебютував в кіно у 2006 році. У 2011 знявся в кліпі Lady Gaga Yoü and I.

## Особисте життя
З липня 2011 року Кінні зустрічається із Lady Gaga. Вперше вони зустрілись на зйомках відео до її пісні Yoü and I. У липні 2016 року Леді Гага і Тейлор Кінні вирішили розійтися після досить тривалих стосунків і навіть скасували заручини.

## Фільмографія
| Рік  | Назва                      | Роль          |
| ---- | -------------------------- | ------------- |
| 2007 | White Air                  | Френк         |
| 2007 | Повсталі з попелу          | Білл Джемісон |
| 2010 | Scorpio Men on Prozac      | коханець Мей  |
| 2011 | A Mann's World             | Франс         |
| 2011 | Prodigal                   | Бред Сірсі    |
| 2011 | Five                       | Томмі         |
| 2012 | Least Among Saints         | Джессі        |
| 2012 | Stars in Shorts            | Бред Сірсі    |
| 2012 | Тридцять хвилин по півночі | Джаред        |
| 2014 | Інша жінка                 | Філ           |
| 2015 | Рок на Сході               | рядовий Барнс |

| Рік              | Назва                            | Роль                     |
| ---------------- | -------------------------------- | ------------------------ |
| 2006             | Fashion House                    | Люк Джіанні              |
| 2007             | What About Brian                 | Джаред                   |
| 2008             | Кістки                           | Джіммі Філдс             |
| 2009-2010        | Trauma                           | Ґлен Моррісон            |
| 2010-2011        | Щоденники вампіра                | Мейсон Локвуд            |
| 2011             | Yoü and I                        |                          |
| 2011             | Місце злочину: Нью-Йорк          | Джейсон Лок              |
| 2011             | Rizzoli & Isles                  | Джесс Вейд               |
| 2012             | Dating Rules from My Future Self | Дейв                     |
| 2012             | Безсоромні                       | Креґ Гайснер             |
| 2012             | Касл                             | Даррен Томас             |
| 2012             | Breakout Kings                   | Перрі                    |
| 2012-до сьогодні | Пожежники Чикаго                 | Лейтенант Келлі Северайд |
| 2014-до сьогодні | Поліція Чикаго                   | Лейтенант Келлі Северайд |